# Julius Arthur Thiele

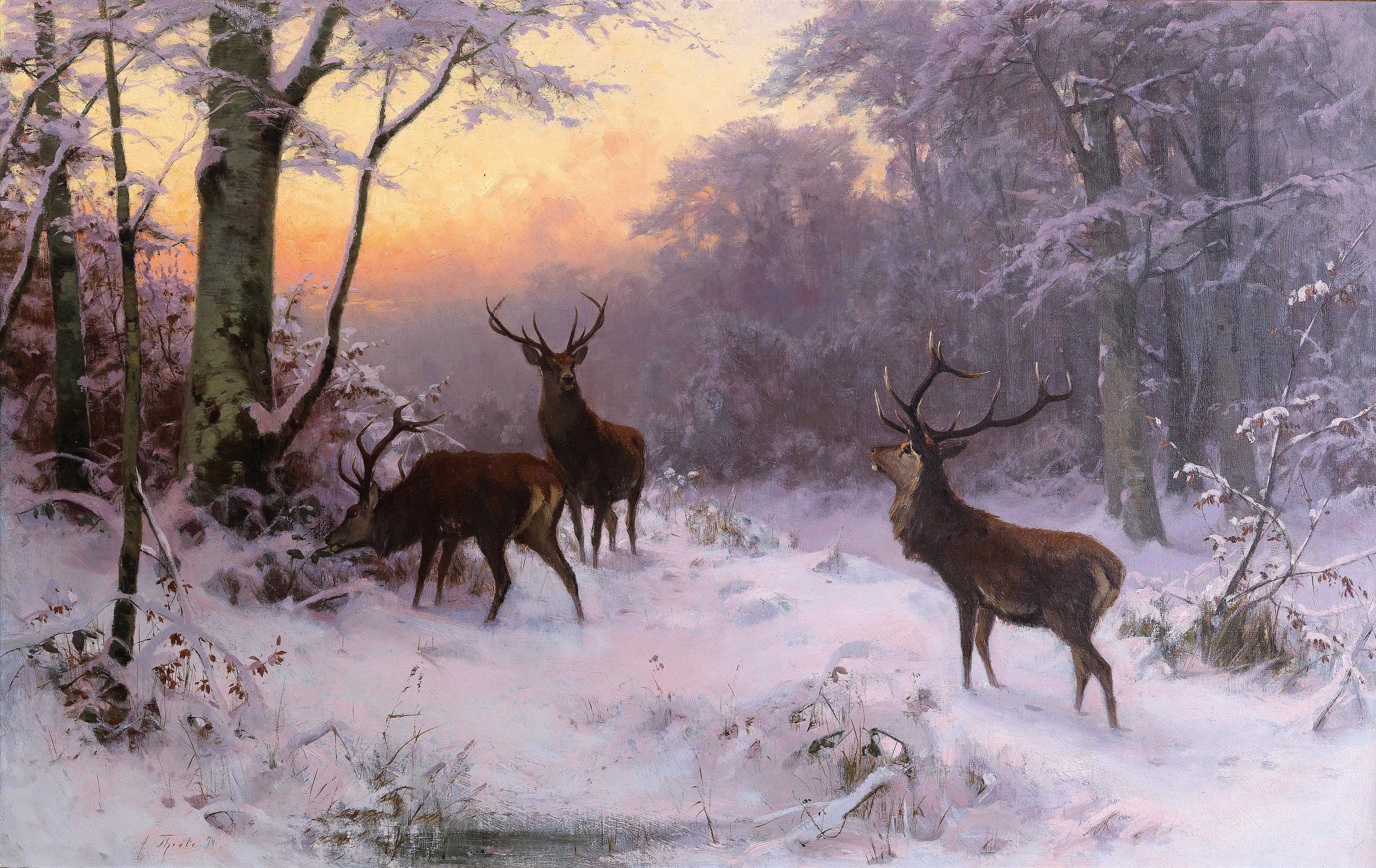
Wild im Winterwald

Julius Arthur Thiele (* 11. Juni 1841 in Dresden; † 30. April 1919 in Hohenschäftlarn bei München) war ein deutscher Tiermaler.
Thiele studierte an der Kunstakademie Dresden von 1856 bis 1860 bei Ludwig Richter und von 1861 bis 1864 bei Julius Hübner, danach an der Akademie der bildenden Künste München und von 1868 bis 1872 in Düsseldorf beim Tiermaler Christian Kröner.
Thiele heiratete 1882 und siedelte nach Wien über, einige Jahre später siedelte er nach München über, wo er den Rest seines Lebens verbrachte. Er war Mitglied der Münchner Künstlergenossenschaft.